# Trauersteinschmätzer
Der Trauersteinschmätzer (Oenanthe leucura) oder Trauerschmätzer ist eine Vogelart aus der Familie der Fliegenschnäpper (Muscicapidae).

## Beschreibung
Der Trauersteinschmätzer ist mit knapp 18 Zentimetern Länge deutlich größer als ein Steinschmätzer (Oenanthe oenanthe) und zeigt überwiegend schwarzes Gefieder, das nach der Mauser leicht glänzend und intensiv schwarz, zur Brutzeit matter ist. Der Bürzel und die Unterschwanzdecken sind wie der Stoß weiß, letzterer zeigt eine auffällige, schwarze, terminale T-Zeichnung. Die Schwungfedern sind hell gesäumt. Das Weibchen ist dem Männchen sehr ähnlich, aber in der Regel matter, bräunlichschwarz. Der Unterschied ist aber meist nur im direkten Vergleich gut auszumachen.
Durch seine Größe und die Färbung kann der Trauersteinschmätzer leicht von anderen Steinschmätzern unterschieden werden. Er kann lediglich mit Saharasteinschmätzern im ersten Jahr verwechselt werden, denen noch die arttypische weiße Kappe fehlt. Bei diesen reicht die weiße Befiederung auf der Unterseite des Hinterleibs aber bis zu den Beinen. Zudem bildet die schwarze Schwanzzeichnung keine durchgängige Binde. Die ebenfalls sehr ähnlich gezeichnete Unterart opistoleuca des Elstersteinschmätzers (Oenanthe picata) ist wesentlich kleiner und zierlicher, glanzlos schwarz und zeigt keine hellen Schwungfedersäume.

## Stimme

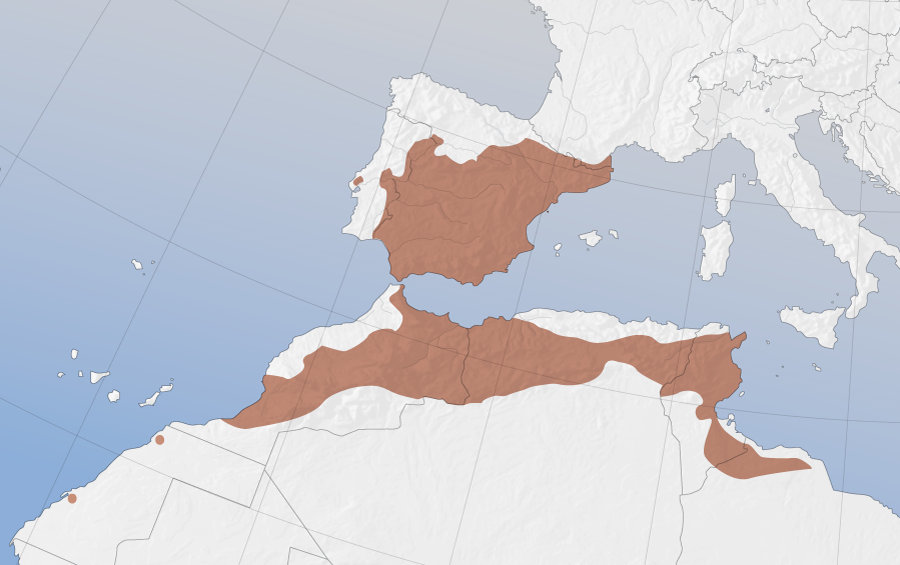
Brutverbreitung des Trauersteinschmätzers

Der Gesang, der von einer erhöhten Warte aus vorgetragen wird, besteht aus kurzen, etwa einsekündigen, leisen Strophen aus melodisch pfeifenden oder unrein kratzenden Lauten. Bei Erregung oder im Flug können die Strophen wesentlich länger sein. Der Imponiergesang, der während des „Imponiertanzes“ vorgetragen wird, kann neben knarrenden und trillernden Lauten Imitationen anderer Arten enthalten. In Konfliktsituationen ist auch von Weibchen mitunter ein leises Gesangsmotiv zu vernehmen, bisweilen kommunizieren beide Partner mit leisem, weicherem Gesang.
Vor Bodenfeinden warnend gibt der Trauersteinschmätzer ein kurzes, raues „tschäk“ oder „grak“ ab, bei Flugfeinden ist dies ein klagendes „jü“ oder „jüb“, ähnlich dem Warnruf der Blaumerle. Der Erregungsruf ist ein hohes „pie-pie-pie“, „krirr“ oder „hihihihi“.

## Unterarten und Verbreitung
- Oenanthe leucura leucura (J. F. Gmelin, 1789) – Pyrenäenhalbinsel und südlichstes Frankreich
- Oenanthe leucura riggenbachi (Hartert, 1909), Syn.: Oenanthe leucura syenitica (Heuglin, 1869) – Nordwestafrika östlich bis Nordwest-Libyen

## Lebensweise

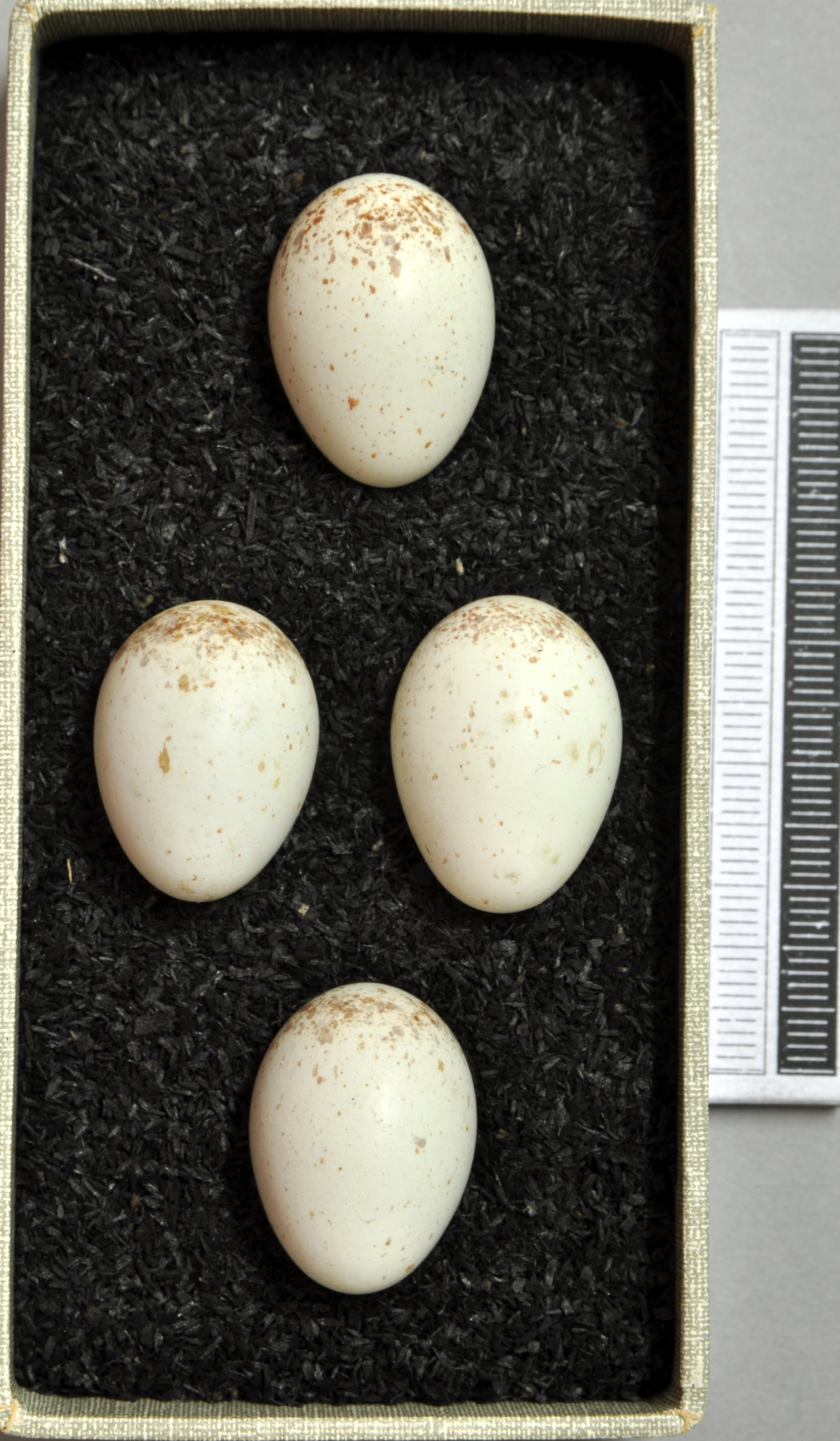
Gelege, Sammlung Museum Wiesbaden

Der Jahresvogel bewohnt Felswüsten und Gebirge. Das Nest wird in Höhlen zwischen Felsen gebaut. Es besteht aus dicht zusammengeflochtenen Grashalmen und Würzelchen, die im Inneren sorgfältig mit Ziegenhaaren ausgefüttert sind. Häufig ist der Eingang durch einen kleinen Wall von Kieselsteinen geschützt. Das Gelege besteht aus vier bis fünf Eiern.

## In der Astronomie
1999 wurde der Asteroid (8976) Leucura nach Oenanthe leucura benannt.